# جاك كير (سياسي)
جاك كير هو سياسي كندي، ولد في 1958. نشط حزبياً في الجمعية الليبرالية لنيو برونزويك ‏. وقد انتخب عضو الجمعية التشريعية لنيو برونزويك ‏.